# Віттельсбахи

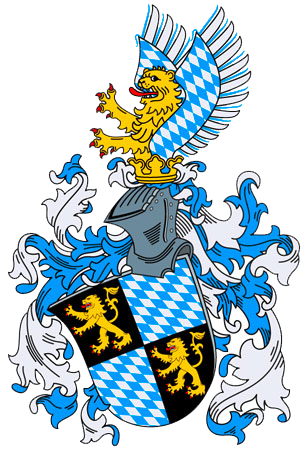
Герб Віттельсбахів

Малий герб

Віттельсбахи (нім. Wittelsbach) — південнонімецька династія, що правила в період між 1180 та 1918 роками в Баварії. Одна з найдавніших династій Німеччини. Віттельсбахи отримали герцогства Баварію 1180 року після падіння Генріха Лева. У 1214 році вони утвердились також у Рейнському Пфальці. 1329 року династія розділилася на 2 гілки: старшу, яка правила в Пфальці (з 1356 — курфюрсти), і молодшу (в Баварії), до якої 1623 року перейшов титул курфюрста. З припиненням роду баварських Віттельсбахів (1777) пфальцькі Віттельсбахи після війни за Баварську спадщину об'єднали (1779) Баварію та Пфальц. У 1806—1918 роках Віттельсбахи — королі Баварії. З роду Віттельсбахів походили німецькі королі та імператори Священної Римської імперії: Людовик IV Баварський (правив між 1314 та 1347), Рупрехт Пфальцький (1400—1410), Карл VII (1742—1745). Представники династії Віттельсбахів також були курфюрстами Бранденбурзькими (1351—1364), графами голландськими (1353—1417), королями данськими (1440—1448), чеськими (1619—1620), шведськими (1654—1741), королями Греції (1832—1862).

## Герцоги Баварії
- Людвиг IV (1281—1347) — син Людвига II Строгого, герцог Верхньої Баварії, імператор Священної Римської імперії, герцог Баварії (1340—1347)
- Людвиг V(1315—1361) — син Людвига IV, герцог Баварії (1347—1349), герцог Верхньої Баварії (1349—1361)
- Стефан II (1319—1375) — син Людвига IV, герцог Баварії (1347—1349), герцог Нижньої Баварії
- Вільгельм I (1332—1389) — син Людвига IV, граф Ено, Голландії і Зеландії, герцог Баварії (1347—1349), герцог Нижньої Баварії
- Альбрехт I (1336—1404) — син Людовика IV, герцог Баварії (1347—1349), граф Ено, Голландії і Зеландії, герцог Баварсько-Штраубінський
- Людвиг VI (1328—1365) — син Людовика IV, герцог Баварії (1347—1349), маркграф і курфюст Брандебургу
- Оттон V (1346—1379) — син Людвига IV, герцог Баварії, маркграф і курфюст Брандебургу
- Альбрехт IV (1447—1508) — син Альбрехта III, герцог Баварії (1503—1508)
- Вільгельм IV (1493—1550) — син Альбрехта IV, герцог Баварії (1508—1550), в 1508—1545 р. разом з братом Людвигом X, потім самостійно
- Альбрехт V (1528—1579) — син Вільгельма IV, герцог Баварії (1550—1579)
- Вільгельм V (1548—1626) — син Альбрехта V, герцог Баварії (1579—1597)
- Максиміліан I
- Фердинанд (1636—1679) — син Максиміліана I, герцог і курфюст Баварії (1651—1679)
- Максиміліан II
- Карл VII
- Максиміліан III (1727—1777) — син Карла VII, п'ятий курфюст Баварії (1745—1777)
- Карл IV (1724—1799) — син Іоганна Кристіана, пфальцграфа Зульцбаського, курфюст Пфальця(1742—1799) як Карл IV, герцог та курфюст Баварії (1777—1799) як Карл II
- Максиміліан IV(1756—1825) — син Фрідріха Міхаеля,

## Герцоги Верхньої Баварії
- Людвиг IV
- Людвиг V (1315—1361)
- Людвиг VI
- Мейнхард III

## Герцоги Нижньої Баварії
- Стефан II
- Віллем V
- Альбрехт I

## Герцоги Нижньої Баварії—Ландсхут
- Стефан II
- Оттон V
- Стефан III
- Фридрих II
- Йоганн II

## Герцоги Баварії—Ландсхут
- Фридрих II
- Генріх XVI
- Людвиг IX
- Георг
- Елізабет
- Людвиг X

## Герцоги Баварії—Мюнхен
- Стефан III — син Стефана II
- Йоганн II (1341—1397) — син Стефана II, герцог Баварія-Мюнхен
- Ернст (1373—1438) — син Йоганна II, герцог Баварія-Мюнхен (1397—1438)
- Вільгельм III (1375—1435) — син Йоганна II, герцог Баварії-Мюнхен разом з братом Ернстом (1397—1435)
- Адольф (1434—1441) — син Вільгельма III, герцог Баварії-Мюнхен (1435—1441)
- Альбрехт III (1401—1460) — син Ернста, герцог Баварії-Мюнхен (1438—1460)
- Йоганн IV (1437—1463) — син Альбрехта III, герцог Баварії-Мюнхен (1460—1463)
- Сигізмунд (1439—1501) — син Альбрехта III, герцог Баварії-Мюнхен (1460—1467), герцог Баварія-Дахау (1467—1501)
- Альбрехт IV (1447—1508) — син Альбрехта III, герцог Баварії-Мюнхен (1463—1467 разом з Сигизмундом), (1467—1503 одноособово), герцог Баварії (1503—1508)
- Кристоф (1449—1493) — син Альбрехта III,

- Йоханн II
- Стефан III
- Людвиг VII
- Людвиг VIII
- Вільгельм IV

## Герцоги Нижньої Баварії—Штраубінг
- Віллем V
- Альбрехт I
- Віллем VI
- Йоханн III
- Якоба

## Ландграфи Льойхтенберга
- Максиміліан Філіпп
- Фердинанд

## Курфюрсти Пфальцу
- Йоханн Вільгельм
- Карл III Філіп
- Карл IV
- Максиміліан IV

## Королі Баварії
- Максиміліан I
- Людвиг I
- Максиміліан II
- Людвиг II
- Отто І
- Луїтпольд
- Людвиг III

## Король Греції
- Оттон Баварський